# Eleição municipal de Timon em 2004
A eleição municipal de Timon em 2004 foi realizada em 3 de outubro de 2004, como parte das eleições municipais brasileiras. Os eleitores do município maranhense escolheram o novo prefeito e os vereadores da cidade. A disputa foi marcada por forte polarização entre os grupos políticos locais, com destaque para a candidatura de Socorro Waquim (PMDB), que venceu o pleito e tornou-se a primeira mulher eleita prefeita de Timon.

## Resultado da eleição para prefeito

### Primeiro turno
| Candidatos a prefeito | Número | Votação | Percentual |
| --------------------- | ------ | ------- | ---------- |
| Socorro Waquim PMDB   | 15     | 34.011  | 51,07%     |
| Chico Leitoa PDT      | 12     | 31.336  | 47,05%     |
| Machado Leite PTdoB   | 70     | 1.253   | 1,88%      |